# Фальгьер (станция метро)
Фальгьер (фр. Falguière) — станция линии 12 Парижского метрополитена, расположенная в XV округе Парижа. Названа по рю де Фальгьер, получившей своё имя в честь французского скульптора Александра Фальгьера.

## История
- Станция открылась 5 ноября 1910 года в составе первого пускового участка тогдашней линии A компании Север-Юг (участок Порт де Версай — Нотр-Дам-де-Лоретт). В 1931 году вместе с линиями А и В (ставшими 12 и 13) административно вошла в состав метрополитена.
- Пассажиропоток по станции по входу в 2011 году, по данным RATP, составил 926 922 человек[1]. В 2013 году этот показатель подрос до 930 847 пассажиров (293 место по уровню пассажиропотока в Парижском метро)[2]

## Достопримечательности
Рядом со станцией располагаются следующие ведущие учреждения Парижа:
- Институт менеджмента и урбанизма региона Иль-де-Франс
- Госпиталь Некер-Энфант маладе — первый в мире институт педиатрии
- Дом-музей Бурделя

## Путевое развитие
На середине перегона Монпарнас — Бьенвеню — Фальгьер (при движении со стороны Монпарнаса) начинается служебная соединительная ветвь к станции "Дюрок" линии 13. Также рядом с этим примыканием расположен пошёрстный съезд.

## Галерея

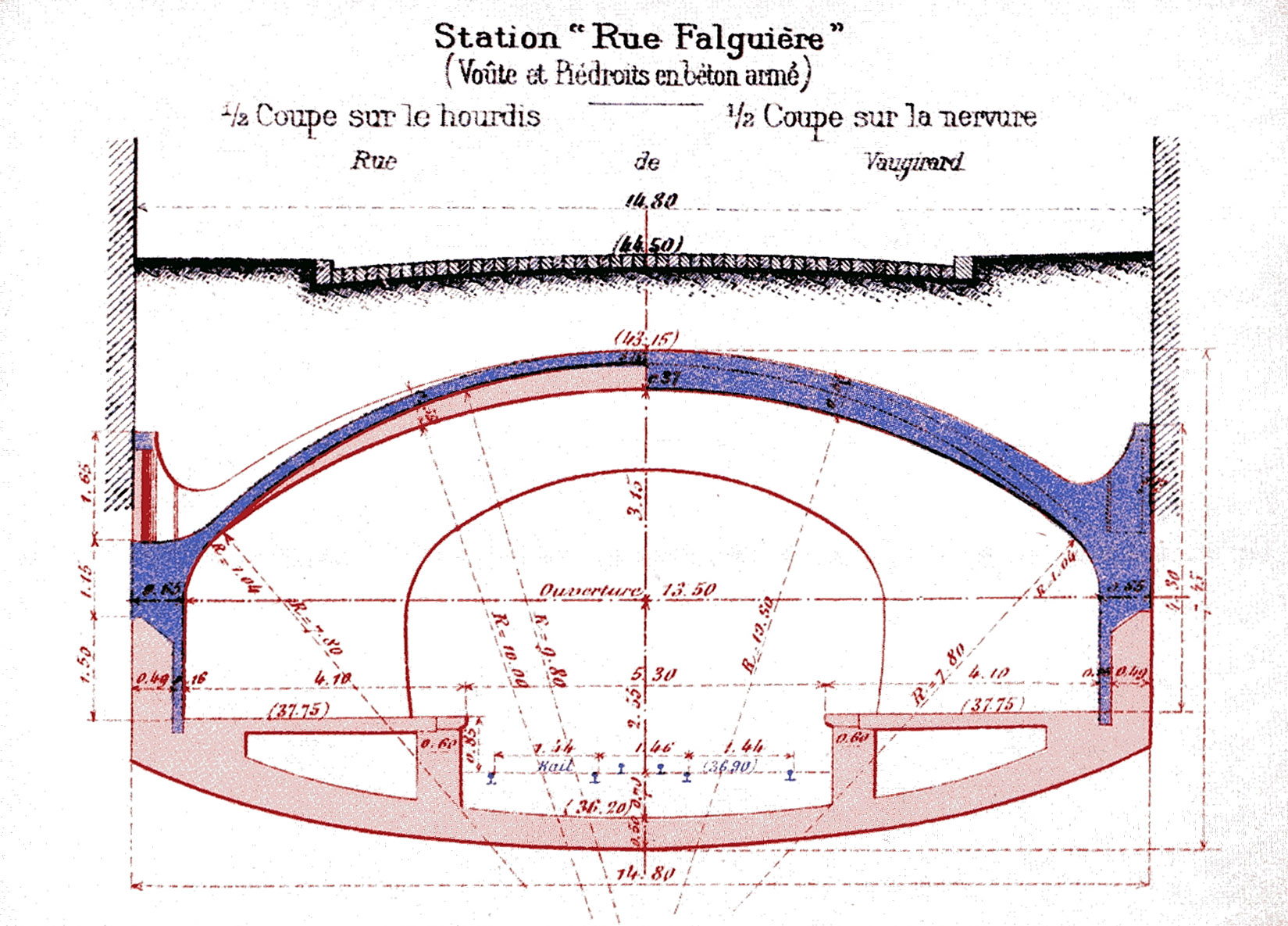
Поперечный чертёж станции
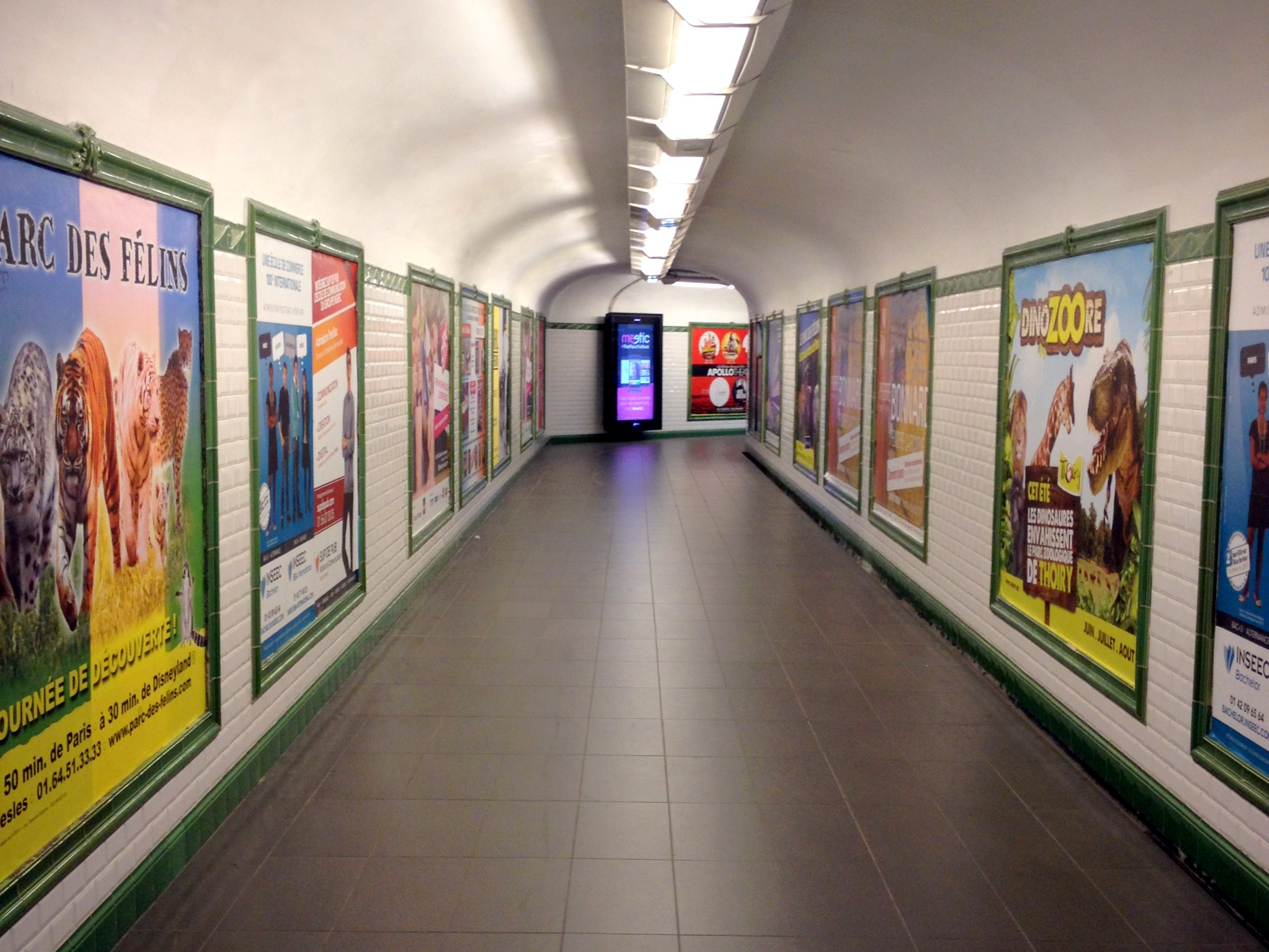
Рекламное оформление переходного коридора